# Minneapolis (Kansas)
Minneapolis è un comune (city) degli Stati Uniti d'America e capoluogo della contea di Ottawa nello Stato del Kansas. La popolazione era di 2.032 abitanti al censimento del 2010.

## Geografia fisica
Minneapolis è situata a 39°07′29″N 97°42′19″W (39.124719, -97.705209).
Secondo lo United States Census Bureau, ha un'area totale di 1,76 mi² (4,56 km²).

## Storia
Minneapolis era originariamente chiamata Markley's Mills, e sotto quest'ultimo nome fu progettata nel 1866. Fu ribattezzata Minneapolis intorno al 1871, come l'omonima città nel Minnesota. La ferrovia fu costruita attraverso Minneapolis nel 1878.
Minneapolis aveva la sua squadra nella Minor League Baseball chiamata Minnies nel 1905, poi dal 1908 al 1909, e ancora nel 1912, alternativamente come parte della Kansas State League o della Central Kansas League.

## Società

### Evoluzione demografica
Secondo il censimento del 2010, la popolazione era di 2.032 abitanti.

### Etnie e minoranze straniere
Secondo il censimento del 2010, la composizione etnica della città era formata dal 96,06% di bianchi, l'1,18% di afroamericani, lo 0,25% di nativi americani, lo 0,10% di asiatici, lo 0% di oceanici, lo 0,64% di altre razze, e l'1,77% di due o più etnie. Ispanici o latinos di qualunque razza erano il 2,66% della popolazione.